# Calyptellopsis reticulata
Calyptellopsis reticulata är en svampart som först beskrevs av Vacek, och fick sitt nu gällande namn av Svrcek 1986. Calyptellopsis reticulata ingår i släktet Calyptellopsis och familjen Hyaloscyphaceae.   Inga underarter finns listade i Catalogue of Life.